# نخ قرمز سرنوشت
نخ قرمز سرنوشت (به چینی: 姻緣紅線؛ پین‌یین: Yīnyuán hóngxiàn)، که به عنوان نخ قرمز ازدواج نیز شناخته می‌شود، و انواع دیگر، یک باور آسیای شرقی است که از اسطوره‌های چینی سرچشمه می‌گیرد.  معمولاً به عنوان یک طناب قرمز نامرئی در اطراف انگشت کسانی که قرار است در یک موقعیت خاص با یکدیگر ملاقات کنند، تصور می شود زیرا آنها "یک عشق واقعی" هستند.